# Giuseppe Balbo
Pour les articles homonymes, voir Balbo (homonymie).
Giuseppe Balbo, né le 1er août 1902 à Bordighera et mort le 26 décembre 1980 à Vintimille est un peintre italien du XXe siècle.

## Biographie
Giuseppe Balbo a toujours été attiré par le « monde magique de la peinture ». À l'âge de 14 ans il rencontre à Sanremo les frères Pasquali qui l'introduisent dans le monde de la sculpture. Étant né à Bordighera fait qu’il s’intéresse à la production artistique de tous les peintres qui ont vécu et travaillé dans sa ville natale comme Claude Monet, Pompeo Mariani, Friederich von Kleudgen, Hermann Nestel, Giuseppe Ferdinando Piana, etc.
Pour améliorer sa formation, il fréquente l'Accademia Albertina de Turin et il a comme professeur Andrea Marchisio. Son style initial est fortement influencé par l’impressionnisme même si on perçoit déjà un intérêt pour le cubisme. En 1924, il peint « Il soldato  », qui confirme son appartenance au courant futuriste.
En 1926, on lui commande une peinture pour l'Église de l'Immaculée conception ou de Terrasanta de Bordighera, intitulé « La mort de Saint Joseph ». Pendant ces années, il rencontre le sculpteur Adolfo Wildt qui aura une incidence très large au niveau pictural. Cette influence est perceptible dans son fameux portrait sur fond jaune.
De 1931-1946 Balbo vivra principalement en Afrique, avec un séjour de courte durée en Italie et à Paris où il exposera en 1938. En 1941 il est fait prisonnier par les Anglais au Kenya et il apprendra l’anglais à cette occasion. Il reviendra à Bordighera seulement en 1946. Une fois rentré dans sa ville natale il ouvre son atelier en via Vittorio Emanuele 61 et quelque temps après, dans les mêmes locaux, une école d'art pour les « peintres du dimanche ».
En 1947, à l'occasion du retour des reliques de Sant'Ampelio a Bordighera, on lui commande une statue de cire pour recueillir les reliques du saint. Cette statue est toujours visible dans la nef de gauche de  l’Église Sainte-Marie-Madeleine.
En 1950, il fonde le prix de peinture « 5 Bettole », et en 1952 il organise la première exposition européenne de Jackson Pollock, Arshile Gorky, Man Ray avec les œuvres de Musée Guggenheim. Peggy Guggenheim passera quelques jours à Bordighera à l’occasion de l'exposition.
Il meurt à Vintimille le 26 décembre 1980 et ses cendres sont conservées dans le cimetière de Bordighera.

## Les initiatives de Giuseppe Balbo
En 1950 il crée le prix de peinture « 5 Bettole », auquel on associera plus tard un prix littéraire. 
En 1951 il obtient de la commune, des locaux dans le Palais du Parc. À cette occasion la petite école se transforme dans un projet plus ambitieux, l’ « Accademia Riviera dei Fiori » à laquelle on ajoutera le nom de son fondateur après la mort de celui-ci. À l’occasion des travaux qui ont eu lieu dans le Palais du Parc dans les années ’70, l’académie se déplace à Vintimille en via Hanbury pour revenir à Bordighera en 1971.